# Verbunkos

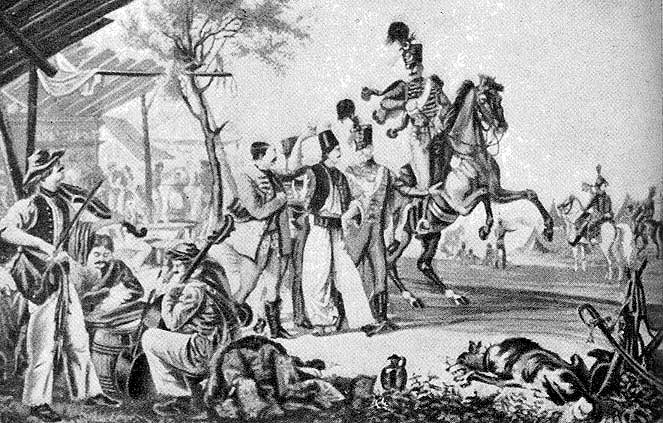
Toborzás a 19. században

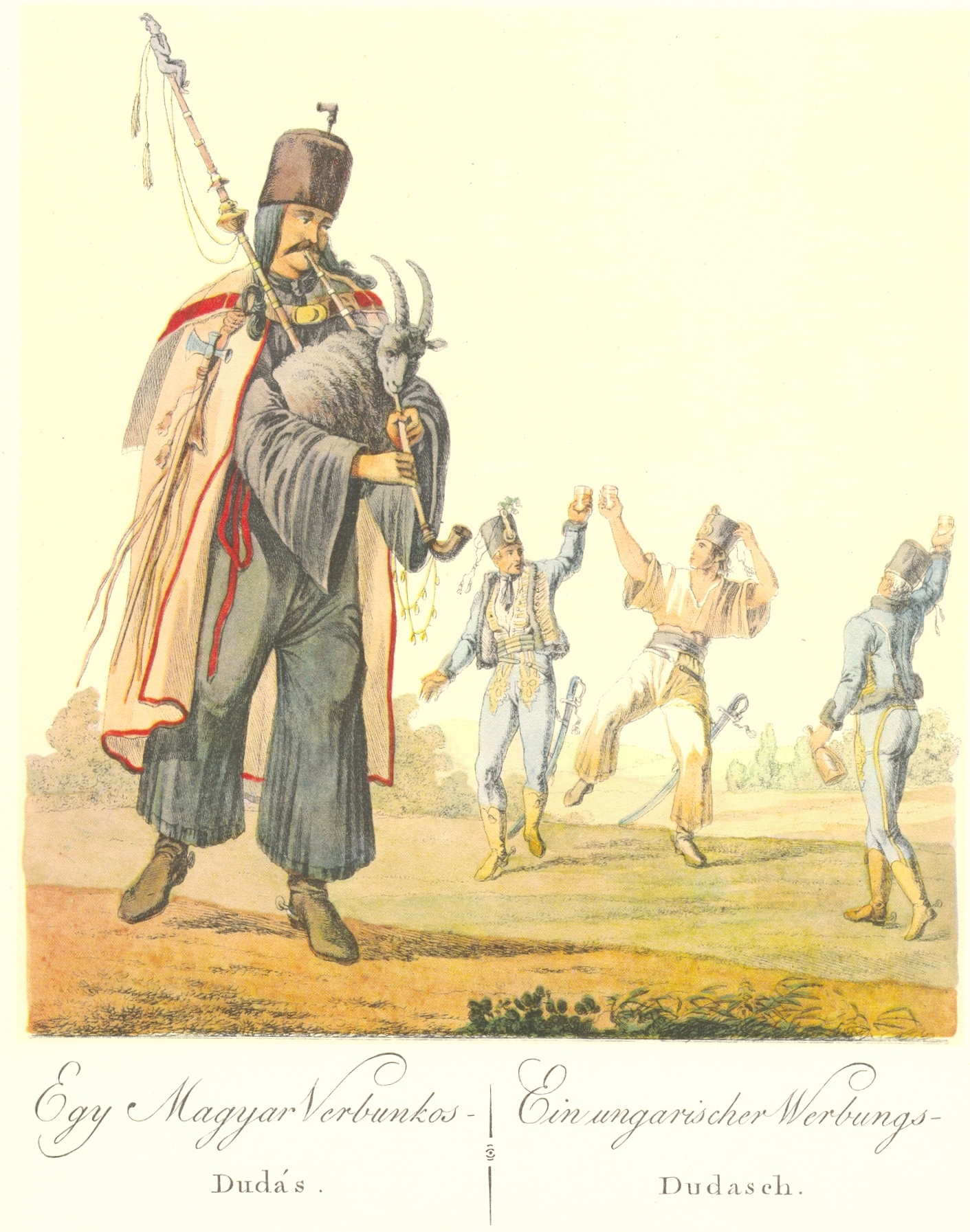
Az Esterházy-huszárezred verbunkos dudása

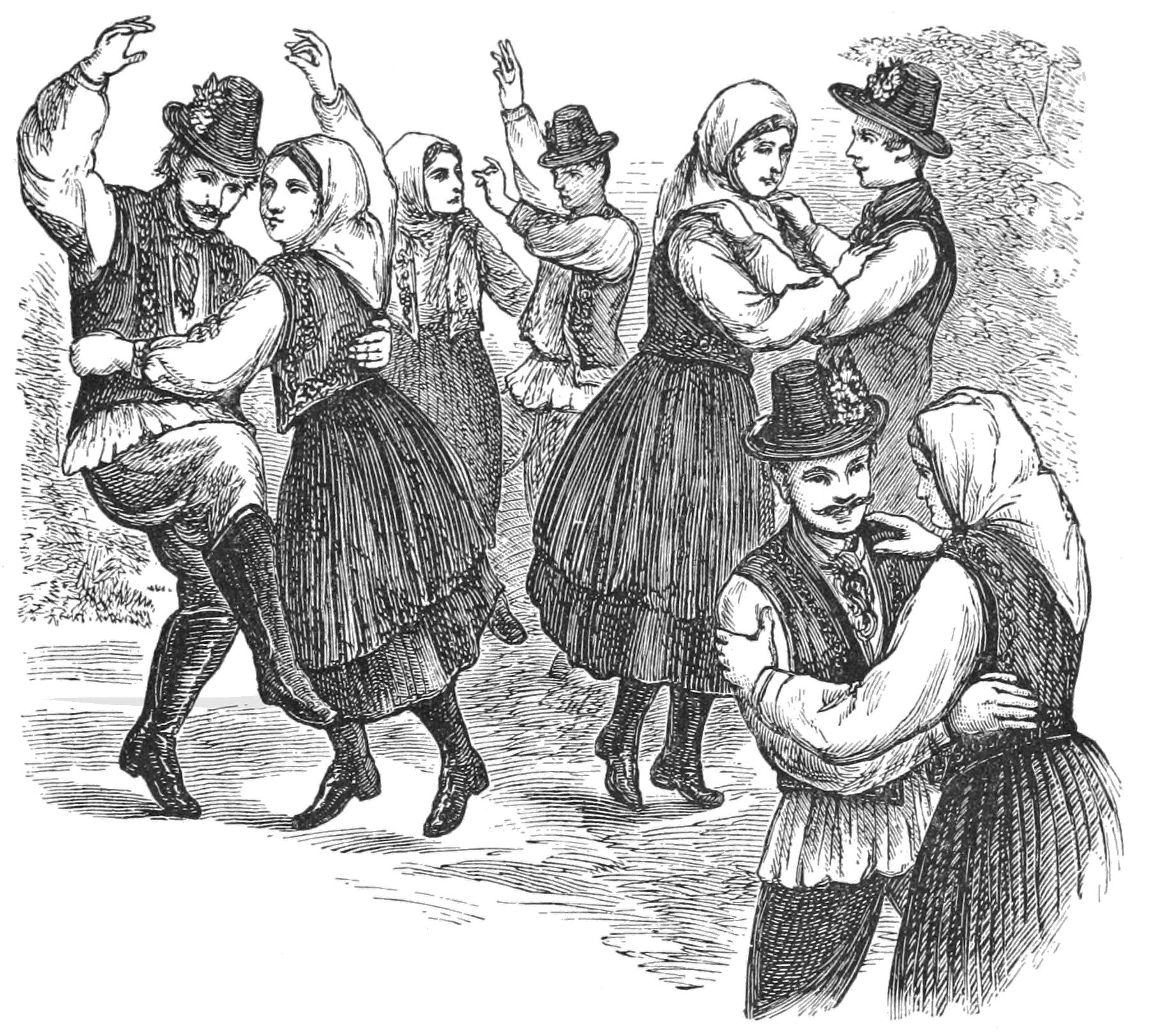
A magyar csárdás kialakulása a 18. századi magyar verbunkosig vezethető vissza

A verbunkos magyar zenei műfaj, amely a XVIII. század második felében alakult ki. A szó eredete a német Werbung, amely fogadást, édesgetést, szerzést, toborzást jelent. A tánccal egybekötött verbuválás célja az volt, hogy a magyar parasztlegényeket katonai szolgálatra toborozza. Tempója váltakozva lassú és gyors, figurái virtusosak.
Sokszor a cigányok zenéjének is titulálják, mert sok roma származású zenész volt akkor, akik többek között ezt űzték.

## Története és eredete
A toborzáshoz szükséges zenét Mária Terézia idejében főleg rezesbandával szolgáltatták (a cseh zenészek kiválóak voltak ebben), a magyaroknak viszont ez idegen volt, ezért kerültek a cigány zenészek a verbunkos zenébe. A XVIII. század végére új magyar verbunkos stílus jött létre (zene és tánc), amely a magyar népzenéből származik. Jellemző stílusjegyei:
- dúr és moll tonalitás (a nyugati zene jellemzője)
- sajátságos, ún. pontozott ritmus (az első rövid és hangsúlyos, a második hosszú)
- kedvelt eleme a triola
- időnként ún. bokázó ritmussal tarkított (alsó és felső váltóhang használata)
- ún. cifrázatok használata (technikás hegedűjátékú dallam)
- hármas tagoltság (lassú, gyors, friss, innen ered a mondás is: „három a tánc”)
- bővített szekund, szűkített szeptim hangközök

1770–80 körül a verbunkos zene a cigányoktól kezdett átkerülni tanult zenészek körébe: az első ilyen ismert verbunkos dal 1784-ben keletkezett, Bengraf József szerzeménye: „Ballet Hongroise”.
Az utolsó verbuválást 1848-ban tartották, ezután a műfaj kezdett átalakulni: szelídebbé, hangulatosabbá vált. Ebben az időben keletkezett a csárdás és a palotás (a szegény emberek a csárdában, a gazdagok pedig a palotákban járták). Mindkettő eredete a verbunkos, jellemző rájuk a hegedűn felcsendülő dallamok, a páros ütem, a lassú kezdet, amelyet egy gyors második rész követ.

## Kategorizálás
A verbunkost, mint táncot két csoportra lehet osztani: szólóverbunkra és körverbunkra.
Szólóverbunk:
- gazdag formakincsű, rögtönzésszerű (improvizatív), az egész ország területén elterjedt volt
- mivel nem volt kötött dallamformája, ezért alkalmassá tette, hogy mind a zene, mind a tánc tovább átalakuljon

Körverbunk:
- a táncnak a kötöttebb, klasszikus formája volt, amit a katonai verbuválás megszűnése után más szerepkörben használtak
- legényavatáson, bevonuló katonák búcsúztatásán, búcsúkon volt népszerű
- az országban szinte egyedülálló módon Magyaregregyen, Hosszúhetényben és Zengővárkonyban nem csak a fiúk hanem a lányok is táncolják, hol párban, hol körben[forrás?]

## A verbunkos és a műzene kapcsolata
A verbunkost a 19. század folyamán egyenlőnek tartották a magyar zenével. Elemei, az ún. ungarizmusok szinte minden európai szerző zenéjében nyomot hagytak (például Joseph Haydn, Johann Nepomuk Hummel, Johannes Brahms). Továbbá híres magyar szerzők, mint Erkel Ferenc és Liszt Ferenc zenéjében is erős verbunkos befolyással találkozhatunk.

## Híres verbunkosszerzők
- Bihari János
- Lavotta János
- Csermák Antal
- Nádasdi Attila

## Világörökség
„Slovácko verbuňk” (szlovák verbunk) néven Csehország Dél-Morvaország és Zlín körzetére jellemző toborzó tánca 2008-ban az UNESCO szellemi kulturális örökségének részévé vált. Magyarország a csárdással együtt szintén tervezi kulturális örökség részévé tenni.